# Balls of Fury
Balls of Fury är en amerikansk komedifilm från 2007 i regi av Robert Ben Garant. I huvudrollerna syns bland andra Dan Fogler och Christopher Walken. Balls of Fury hade premiär i USA 29 augusti 2007.

## Rollista
| Skådespelare         | Roll                      |
| -------------------- | ------------------------- |
| Dan Fogler           | Randy Daytona             |
| James Hong           | Master Wong               |
| Christopher Walken   | Feng                      |
| George Lopez         | Agent Rodriguez           |
| Maggie Q             | Maggie Wong               |
| Thomas Lennon        | Karl Wolfschtagg          |
| Jason Scott Lee      | Eddie                     |
| Aisha Tyler          | Mahogany                  |
| Diedrich Bader       | Gary the Courtesan        |
| Cary-Hiroyuki Tagawa | Mysterious Asian Man      |
| Terry Crews          | Freddy "Fingers" Wilson   |
| Kerri Kenney-Silver  | Bethany (Showgirl)        |
| Patton Oswalt        | The Hammer                |
| David Koechner       | Rick the Birdmaster       |
| Brandon Molale       | Courtesan of Pleasure #2  |
| Brett DelBuono       | Young Randy Daytona       |
| Jim Lampley          | Himself                   |
| Robert Patrick       | Sgt. Pete Daytona         |
| Masi Oka             | Jeff (Bathroom Attendant) |
| Justin Lopez         | Wedge McDonald            |
| La Na Shi            | "The Dragon"              |